# Per tutte le volte che... (EP)
Per tutte le volte che... è un ep digitale di Valerio Scanu pubblicato il 16 aprile 2010 dalla EMI.

## Tracce
Download digitale
1. Per tutte le volte che... (Restylers Remix) - 3:35
2. Per tutte le volte che... (Simon From Deep Divas Remix) - 3:03
3. Per tutte le volte che... (Karim Razak & Oreste Spagnuolo Club Mix) - 3:18
4. Per tutte le volte che... (Vito Soprano Remix) - 3:09